# Patricia McCormick (tuffatrice)
Patricia Joan Keller-McCormick, detta Pat (Seal Beach, 12 maggio 1930 – 7 marzo 2023), è stata una tuffatrice statunitense.

## Biografia
Era la madre di Kelly McCormick, anche lei tuffatrice, medagliata ai Giochi olimpici di Los Angeles 1984 e Seul 1988.
Nel 1965 è stata inclusa nell'International Swimming Hall of Fame.

## Palmarès
Olimpiadi
- 4 medaglie:
  - 4 ori (trampolino a Helsinki 1952, piattaforma a Helsinki 1952, trampolino a Melbourne 1956, piattaforma a Melbourne 1956).

Giochi panamericani
- 4 medaglie:
  - 3 ori (piattaforma a Buenos Aires 1951, trampolino a Città del Messico 1955, piattaforma a Città del Messico 1955)
  - 1 argento (trampolino a Buenos Aires 1951).